# Palazuelos de Eresma
Palazuelos de Eresma es un municipio y localidad española de la provincia de Segovia, en la comunidad autónoma de Castilla y León. Cuenta con una población de 5968 habitantes (INE 2024).

## Geografía

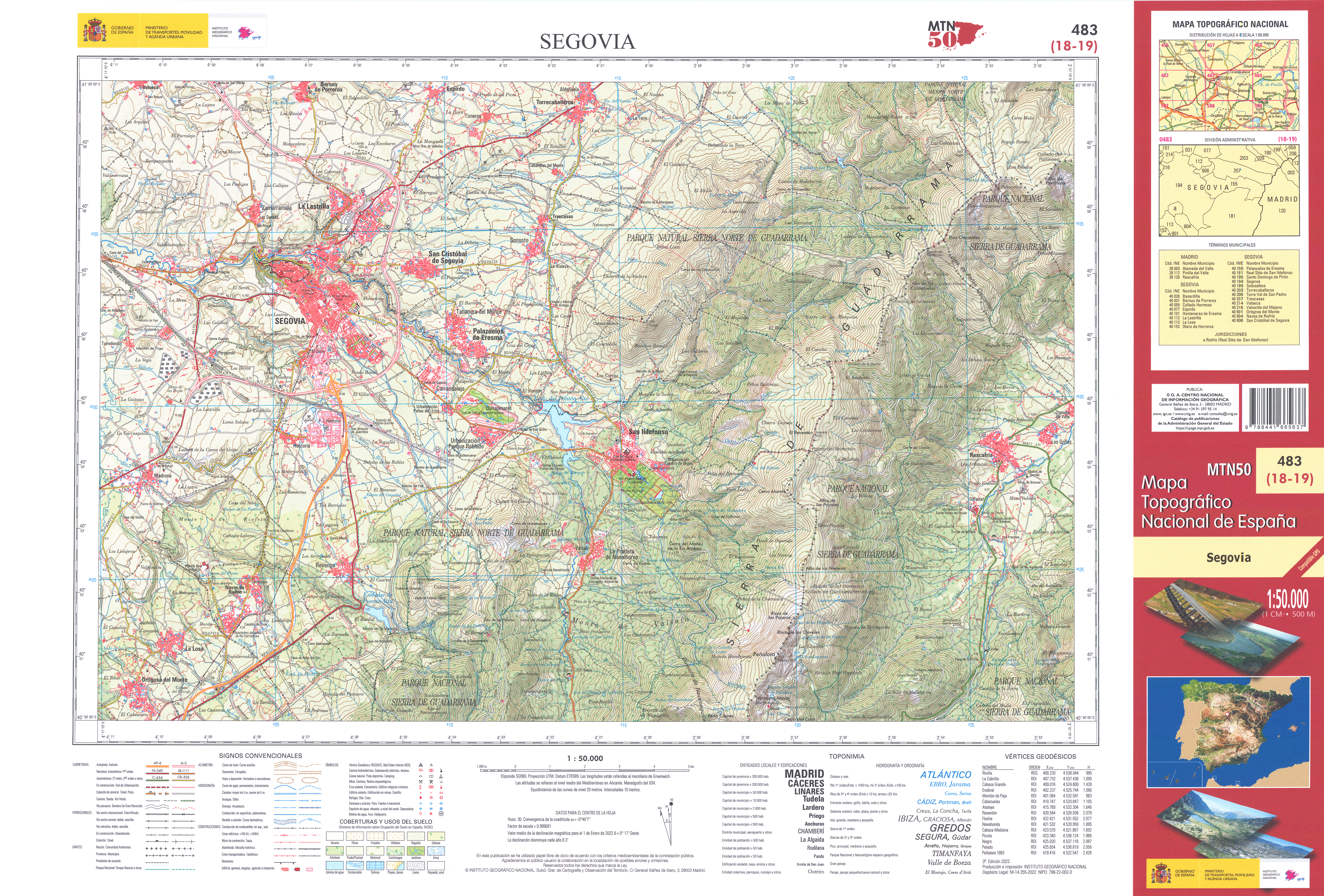
Fragmento de la hoja 483 del Mapa Topográfico Nacional de España de 2022 en el que se representa el municipio de Palazuelos de Eresma

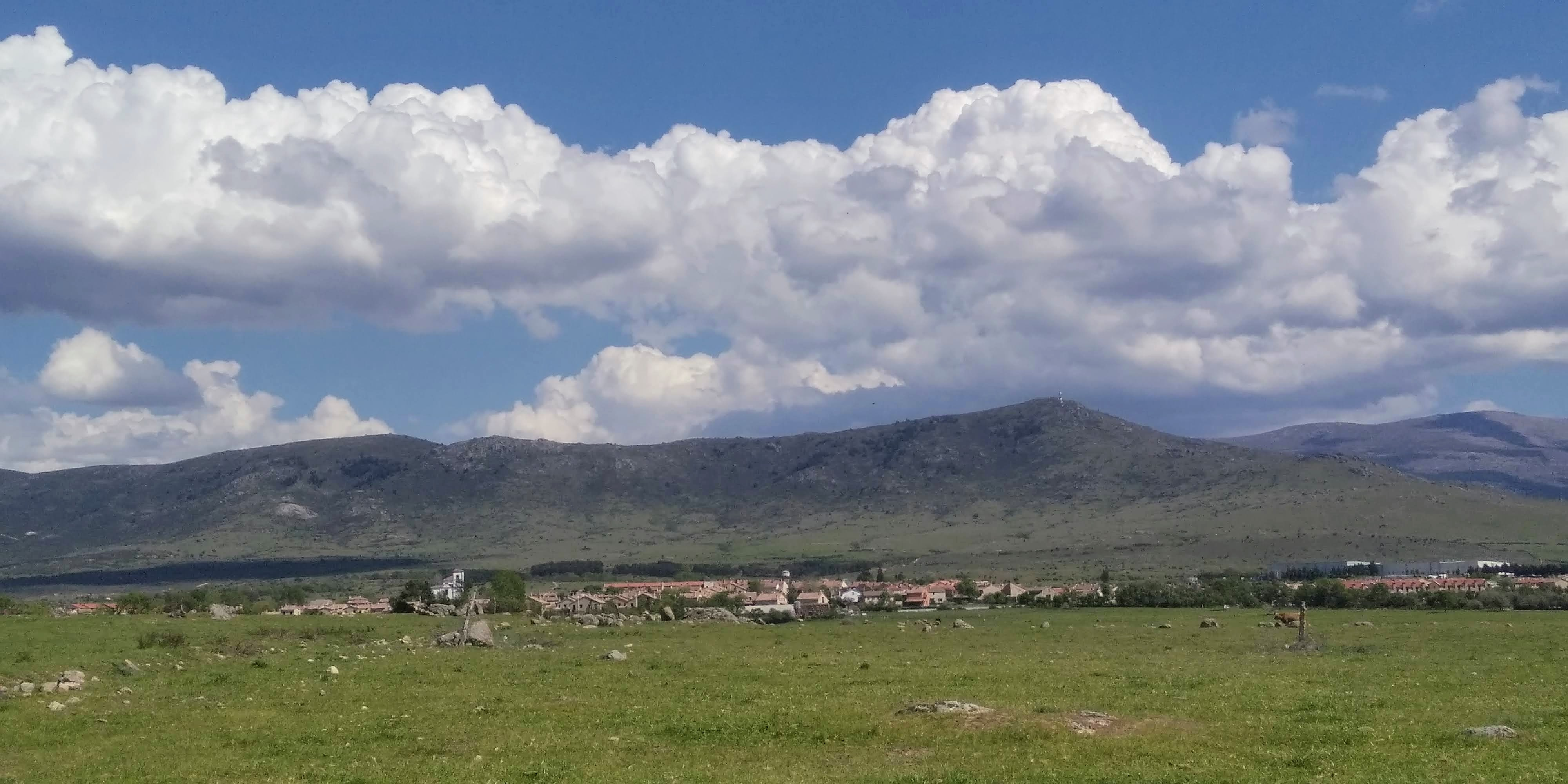
Pico La Atalaya, frontera con Trescasas a la derecha

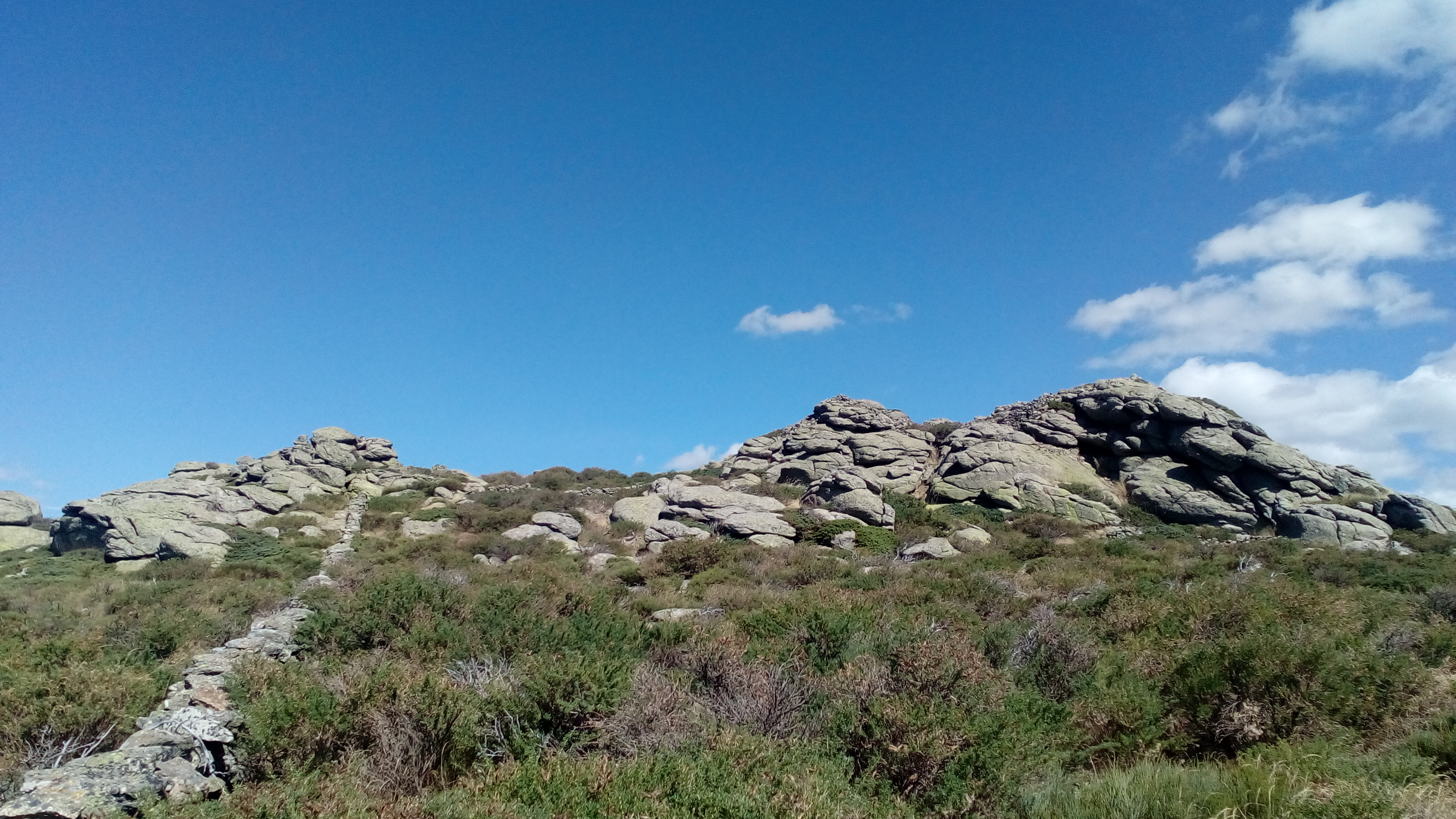
Cima El Cancho, frontera con Trescasas y Rascafría (Madrid)

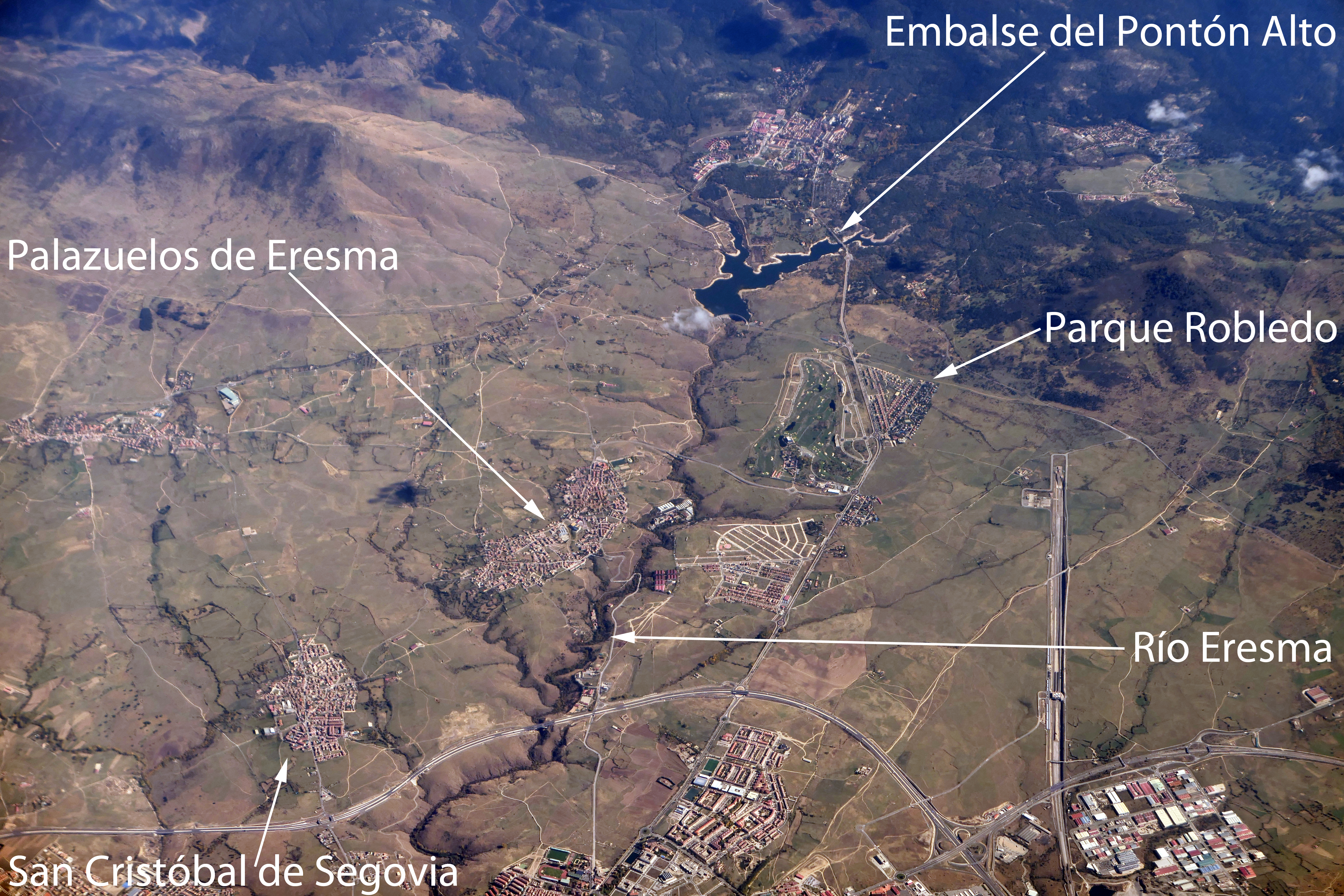
Vista aérea

En su término municipal se encuentran los despoblados de Pellejeros, San Millán, Torrecilla, Gamones, Rosales y San Bartolomé.

### Límites
| Noroeste: San Cristóbal de Segovia | Norte: Trescasas, Sonsoto        | Noreste: Trescasas, Sonsoto |
| Oeste: Segovia                     |                                  | Este: Rascafria (Madrid)    |
| Suroeste: Segovia                  | Sur: Real Sitio de San Ildefonso | Sureste: Rascafria (Madrid) |

### Orografía
En el límite de su término municipal con Trescasas se encuentra el pico de La Atalaya de 1647 m s. n. m. y en su frontera con Trescasas y Rascafría (Madrid) El Cancho de 2042 m s. n. m.
Otros accidentes geográficos destacables son el Puerto del Reventón, La Cabezuela, las Peñas Buitreas, picos de Los Saltillos y El Majalejo.

### Hidrografía
El municipio se ve atravesado por dos ríos el Eresma y el Cambrones desembocando el segundo en el primero en el embalse de Pontón Alto en el límite con La Granja. El embalse fue inaugurado en 1993 y está operado por la Confederación Hidrográfica del Duero.

## Historia
Hasta la reforma de la nomenclatura municipal de 1916 el municipio se llamaba simplemente Palazuelos. En dicha fecha su nombre fue modificado por el de Palazuelos de Eresma.

## Demografía
Cuenta con una población de 5968 habitantes (INE 2024).
| Gráfica de evolución demográfica de Palazuelos de Eresma entre 1842 y 2021 |
| |
| Población de derecho según los censos de población del INE Población de hecho según los censos de población del INEEn estos censos se denominaba Palazuelos: 1842, 1857, 1860, 1877, 1887, 1897, 1900 y 1910 Entre el censo de 1857 y el anterior, crece el término del municipio porque incorpora a 405035 (San Cristóbal de Segovia) y 405040 (Tabanera del Monte) Entre el censo de 2001 y el anterior, disminuye el término del municipio porque independiza a 40906 (San Cristóbal de Segovia) |

El municipio, que tiene una superficie de 36,70 km², cuenta según el padrón municipal para 2021 del INE con 5743 habitantes y una densidad de 140,98 hab./km².

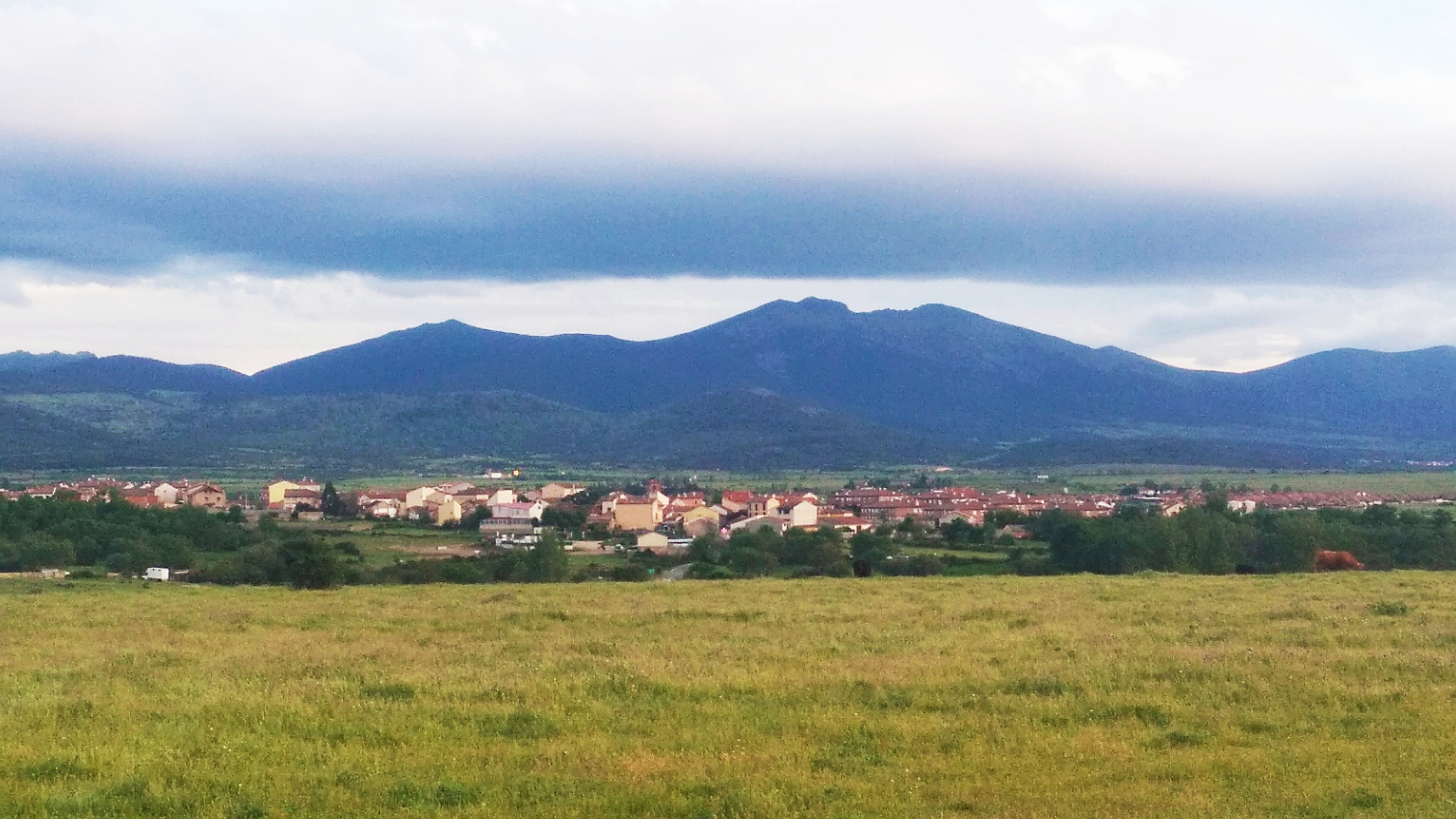
Tabanera del Monte vista desde San Cristóbal de Segovia con La Mujer Muerta de fondo

El auge urbanístico de los últimos años del siglo XX han transformado notablemente la fisionomía del municipio. La localidad de San Cristóbal de Segovia, más cercana a Segovia fue creciendo tanto que acabó segregándose de Palazuelos de Eresma, para constituirse como municipio el 25 de noviembre de 1999, hasta entonces entidad local menor perteneciente a este. 
Los originales núcleos de población de Palazuelos, así como de Tabanera del Monte ha ido creciendo en los últimos años hasta el punto de unirse prácticamente. El resto de la población del municipio estaba constituido por casas aisladas hasta la mitad del siglo XX, a partir de esa época, la creación de urbanizaciones constituyó dos nuevos núcleos de población Parque Robledo y Peñas del Erizo. La originaria finca de Quitapesares, perteneciente hasta el 2002 a la Diputación de Segovia y donde únicamente había un sanatorio psiquiátrico y varias viviendas, es hoy un núcleo de población con la nueva urbanización Segovia XXI. Asimismo, en los últimos años se ha constituido una nueva urbanización denominada Carrascalejo.
En los últimos años su población ha aumentado un poco y se le ha añadido una senda verde que comunica el pantano del Pontón con el municipio.
El 4 de septiembre de 2013 se inauguró el vial de Palazuelos de Eresma que, a través de un puente sobre el río Eresma, une la CL-601 con la carretera provincial SG-V-6122 y esta a su vez con las SG-P-6121 y SG-V-6125 mejorando la comunicación entre los núcleos de Palazuelos-Tabanera con el núcleo de Parque Robledo. La nueva vía ya tiene denominación y ha entrado a formar parte de la red provincial de carreteras de la Diputación de Segovia con la identificación SG-V-6126.
La carretera de 2,043 kilómetros de longitud y una anchura de 9 metros, cuya construcción ha supuesto una inversión de 3,6 millones de euros y ocho años de tramitación y ejecución de los trabajos, está compuesta de un viaducto sobre el valle del río Eresma, de 200 metros de longitud y una altura de 29 metros sobre el cauce. El viaducto está dividido con cuatro vanos de 50 metros, cada uno tiene con cuatro vigas. También se incorpora un carril-bici a lo largo de todo su trayecto, una zona de tránsito de peatones.

### Población por núcleos
Desglose de población según el Padrón Continuo por Unidad Poblacional del INE.
| Núcleos              | Habitantes (2023) | Varones | Mujeres |
| -------------------- | ----------------- | ------- | ------- |
| Palazuelos de Eresma | 2835              | 1454    | 1381    |
| Quitapesares         | 134               | 69      | 65      |
| Tabanera del Monte   | 1208              | 625     | 583     |
| Parque Robledo       | 787               | 412     | 375     |
| Peñas del Erizo      | 43                | 21      | 22      |
| Carrascalejo         | 823               | 437     | 386     |

## Economía

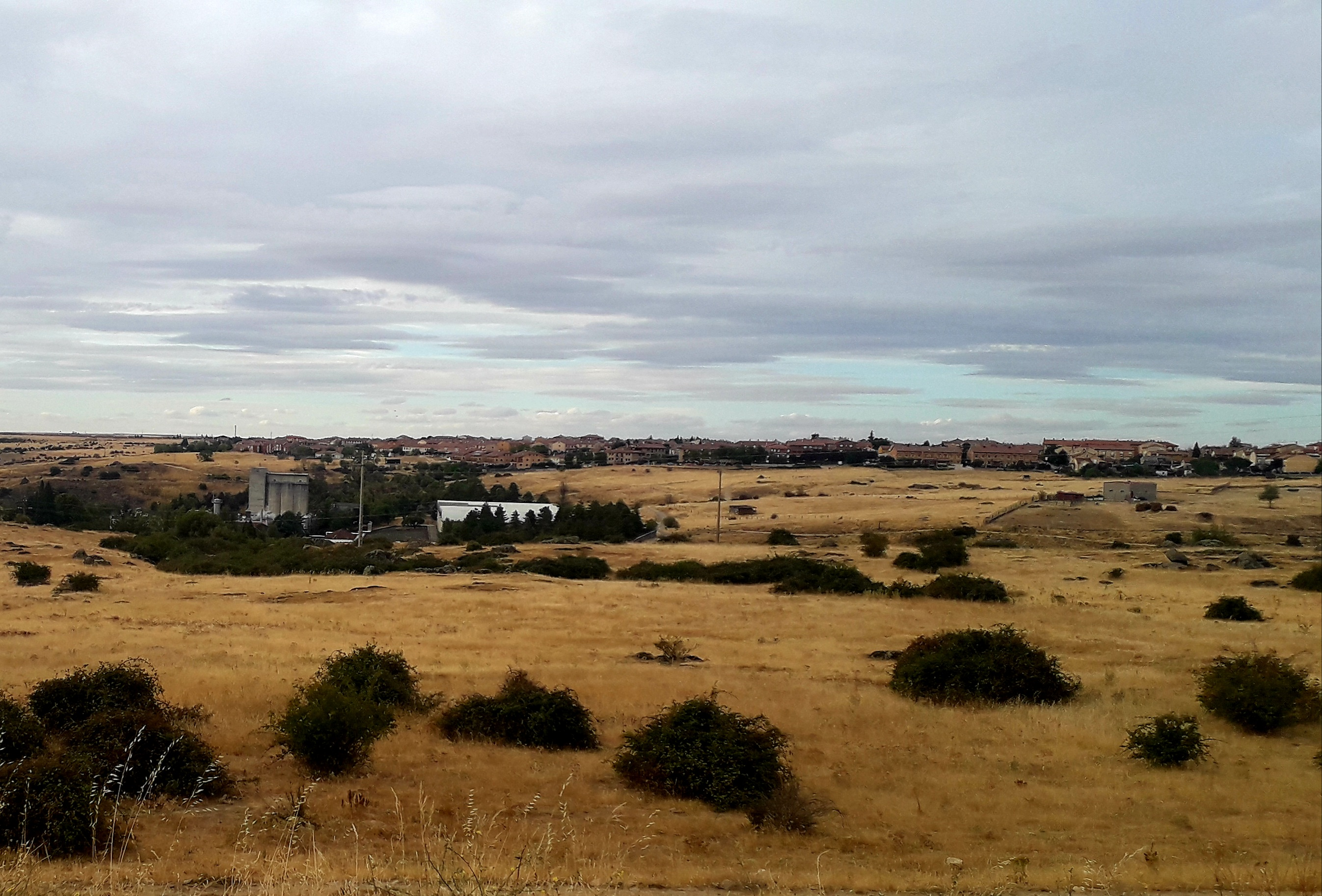
Destilerías Whisky DYC desde la SG-V-6126, Palazuelos de Eresma arriba al fondo

En sus origen en la reconquista vivía de la guerra gracias a su posición estratégica cristiana en la sierra de Guadarrama. Luego tradicionalmente fue una localidad dedicada a la trashumancia por el paso de la Cañada Real Soriana Occidental por el municipio, de aquí la existencia de sus esquileos. Tradicionalmente ha sido un pueblo pequeño, pero debido al crecimiento de Segovia es uno de los pocos municipios segovianos que ha aumentado su población al convertirse en localidad dormitorio de esta ciudad.
Es conocido por contener la destilería de Whisky DYC (Destilerías y Crianza del Whisky S.A.), creada por Nicomedes García Gómez que empezó a funcionar en febrero de 1959.
Buena parte de su economía se basa también en el turismo rural gracias a su cercanía a Segovia y a La Granja de San Ildefonso, existiendo varias casas rurales en el municipio.

## Transportes
Todos los núcleos de población de Palazuelos de Eresma forman parte de la red de transporte Metropolitano de Segovia que va recorriendo los distintos pueblos de la provincia.
| Línea    | Trayecto |
| -------- | --- |
| M6*      | Torrecaballeros - Segovia (por Tabanera del Monte, Palazuelos de Eresma San Cristóbal, Sonsoto, Trescasas, Cabanillas del Monte y Aldehuela)   |
| M7       | Palazuelos de Eresma - Segovia (por Tabanera del Monte)                                                                                        |
| M8       | Valsaín - Segovia (por Peñas del Erizo - Quitapesares - Parque Robledo - La Granja - La Pradera de Navalhorno - Barrio Nuevo)                  |
| M8 (AVE) | Valsaín - Estación AVE (por La Pradera de Navalhorno - La Granja - Palazuelos de Eresma - Carrascalejo)                                        |
| M8*      | Puerto de Navacerrada - Segovia (por Carrascalejo - Parque Robledo - La Granja - Valsaín/La Pradera - Boca del Asno - Fuente de los Mosquitos) |

## Administración y política

Distribución del Ayuntamiento tras las elecciones municipales de 2023

### Lista de alcaldes
Desde la instauración de la democracia tras la muerte de Franco, se han sucedido ocho alcaldes en Palazuelos de Eresma:
| Periodo   | Nombre                                                                        | Partido           |
| --------- | ----------------------------------------------------------------------------- | ----------------- |
| 1979-1983 | Pedro Iglesias Gómez                                                          | UCD               |
| 1983-1987 | Joaquín González Rujas (-1987)Modesto Gil Migueláñez (1987-)                  | IndependientePSOE |
| 1987-1991 | Modesto Gil Migueláñez                                                        | PSOE              |
| 1991-1995 | Domingo Asenjo Maté (1991-24/12/1992)Modesto Gil Migueláñez (24/12/1992-1995) | IUPSOE            |
| 1995-1999 | Juan Manuel Sastre Navarro                                                    | PP                |
| 1999-2003 | Gabino Herranz Benito (-01/2000)Domingo Asenjo Maté (01/2000-)                | GISCSIU           |
| 2003-2007 | Domingo Asenjo Maté                                                           | IU +PSOE          |
| 2007-2011 | Domingo Asenjo Maté                                                           | IU-LV-CCYL        |
| 2011-2015 | Jesús Nieto Martín                                                            | PP                |
| 2015-2019 | Jesús Nieto Martín                                                            | PP                |
| 2019-2023 | Jesús Nieto Martín                                                            | PP                |
| 2023-act. | Jesús Nieto Martín                                                            | PP + MU           |

### Evolución de la deuda viva
El concepto de deuda viva contempla solo las deudas con cajas y bancos relativas a créditos financieros, valores de renta fija y préstamos o créditos transferidos a terceros, excluyéndose, por tanto, la deuda comercial.
La deuda viva municipal por habitante al final de 2021 ascendía a 660,00 €.
| Gráfica de evolución de la deuda viva del ayuntamiento entre 2008 y 2021           |
|                                                                                    |
| Deuda viva del ayuntamiento según datos del Ministerio de Hacienda y Ad. Públicas. |

## Cultura

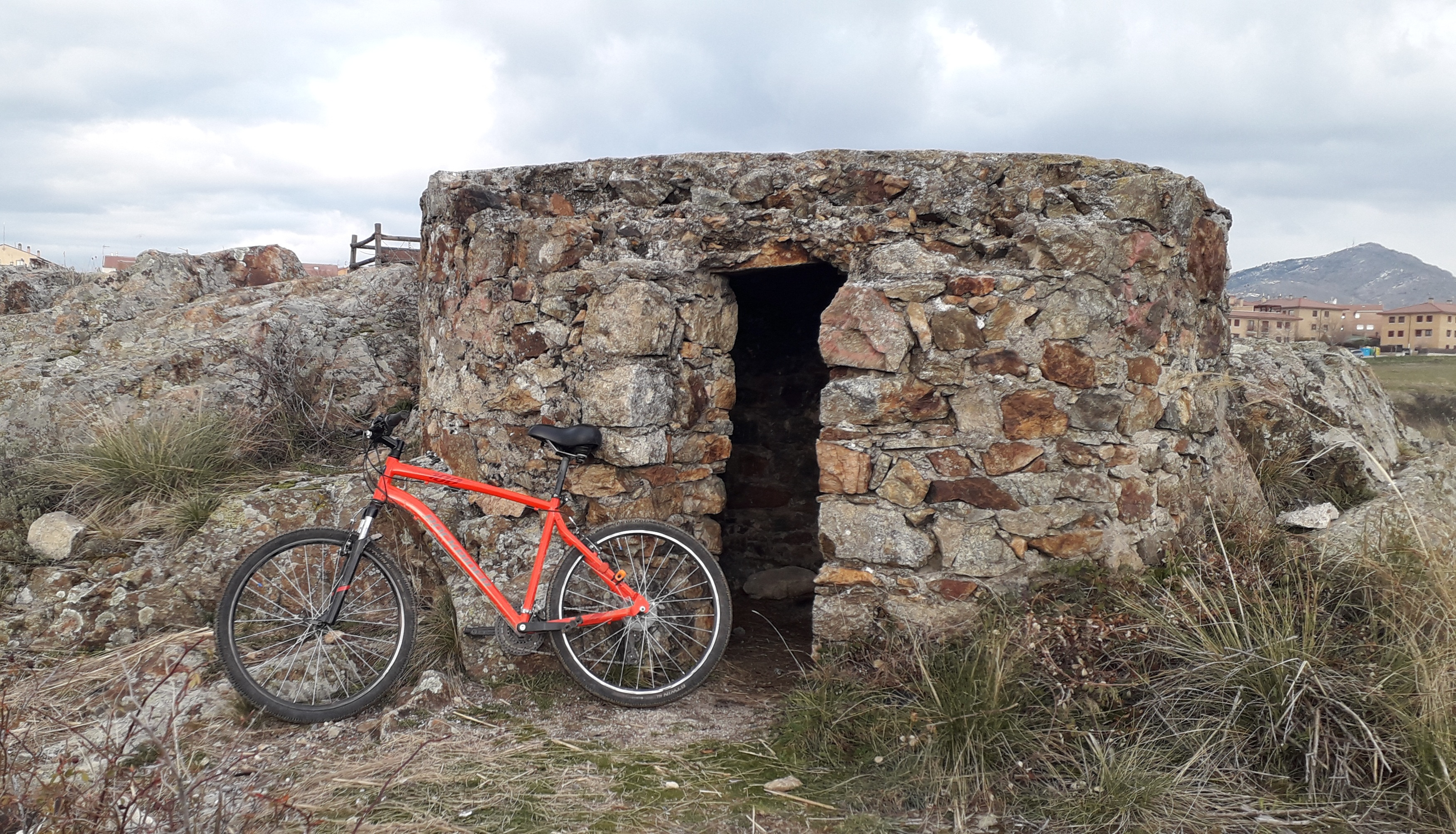
Búnker de Los Barberos de la Guerra Civil, situado en el paraje del Balcón de Pilatos junto al río Eresma

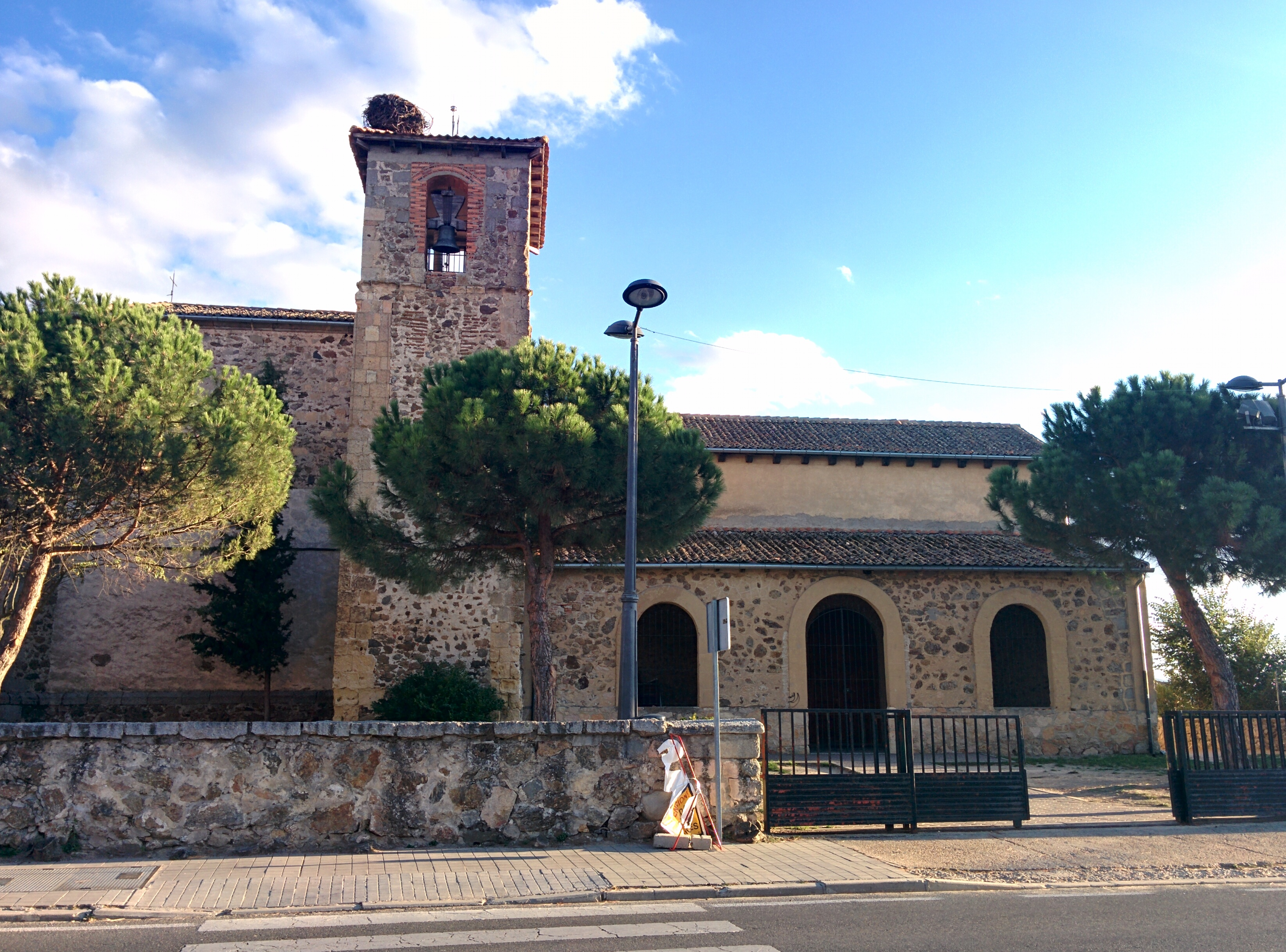
Iglesia de la Asunción

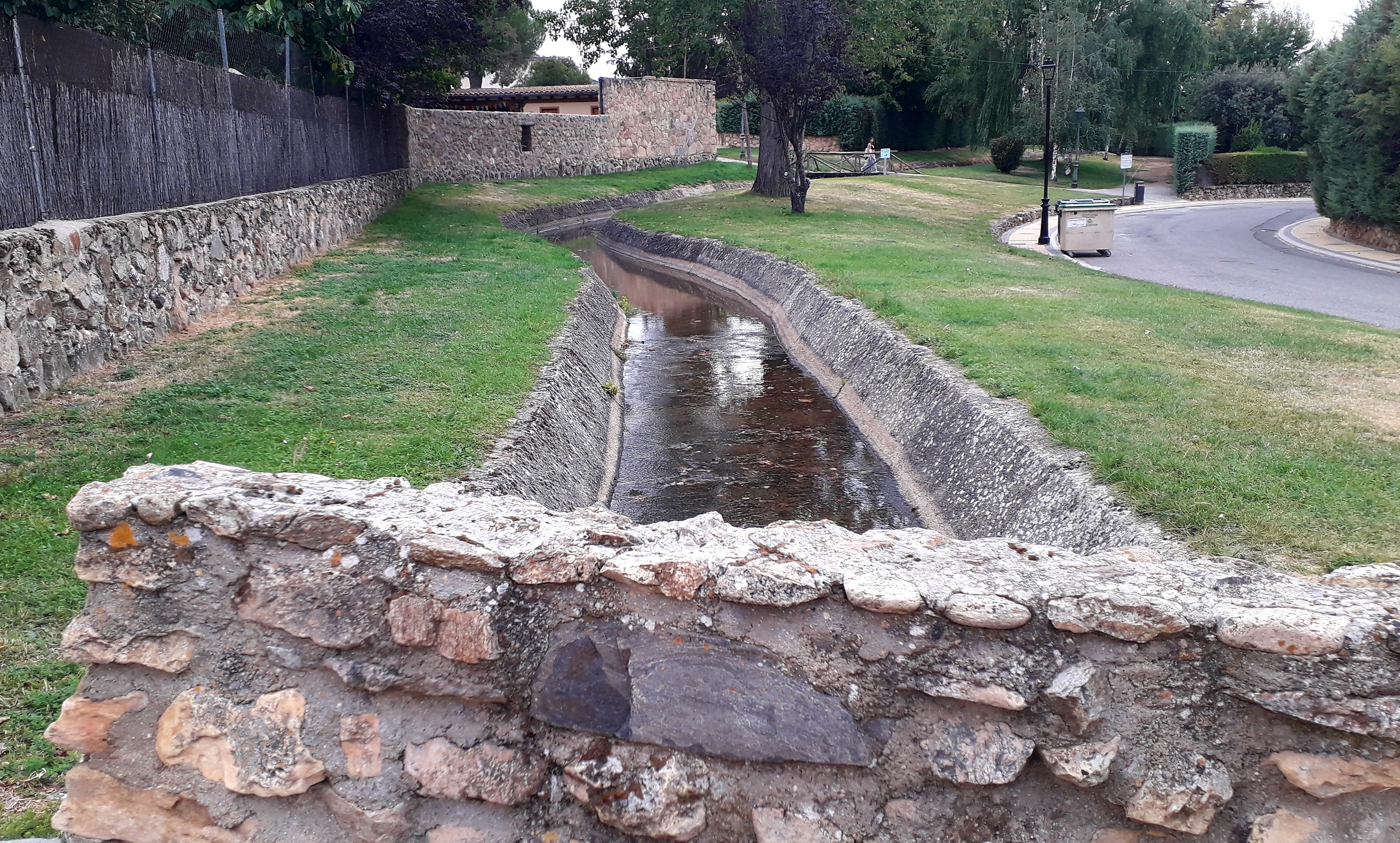
Cacera de Navalcaz a su paso por Parque Robledo

### Patrimonio
- Iglesia parroquial de Nuestra Señora de la Asunción, de estilo gótico tardío, originalmente románica, fue restaurada en 2021. Tiene un retablo mayor barroco, una cruz procesional de plata y una custodia de Sol creada en Segovia en el siglo XVIII;[21][22]
- Iglesia parroquial de Nuestra Señora del Rosario;
- Fábrica de whisky DYC, fundada en 1959 por Nicomedes García;
- Calderas del río Cambrones;
- Senda Verde ''Alto Eresma'';[23]
- Restos de una villa romana y posterior necrópolis visigoda;
- Búnker de Los Barberos con origen en la Guerra Civil, situado en un paraje conocido como el Balcón de Pilatos ubicado junto al río Eresma;
- Ermita de San Antonio de Padua, en la unión de los núcleos de Palazuelos y Tabanera a la entrada desde Segovia;
- Restos de la antigua fábrica de papel del antiguo molino del marqués del Arco;
- Finca y palacio real de la Quinta de Quitapesares;
- Restos de la fábrica de hebillas, antiguo molino de Gamones;
- Restos de ranchos de esquileo;
- Potro de herrar, junto al camino de Trescasas;
- Caceras del Cambrones y de Navalcaz;[24]
- Puente de las Merinas sobre el Eresma tras su paso por el embalse del Pontón Alto;[25][14]
- Ermita de la Virgen del Rocío y plaza de toros, dentro de la finca privada de eventos de Las Contentas, linde con Trescasas.[26]

### Fiestas

#### En todo el municipio
- Paloteo;
- Día de la Cacera Mayor, último sábado de mayo.

#### Palazuelos de Eresma
- San Antonio, el 13 de junio;
- Nuestra Señora de la Asunción, el 15 de agosto.

### Leyendas

#### Leyenda de Poncio Pilatos
Cuenta que el prefecto romano Poncio Pilatos, tras condenar a muerte a Jesús de Nazaret, se trasladó a Hispania, concretamente a la población de Palazuelos. En esta paso sus últimos días entre remordimientos para finalmente suicidarse en las inmediaciones del río Eresma. La presencia en Palazuelos de restos de una villa romana además denominarse Balcón de Pilatos a uno de los parajes del valle del Eresma han reforzado la creencia local.

#### Leyenda de la Mujer Muerta
Según la cual hace muchos años, el jefe de una tribu que habitaba en un castro donde se encuentra actualmente el Alcázar de Segovia, murió dejando a sus dos hijos gemelos como herederos que se enfrentaron por el poder. Cada uno creó su ejército y, su madre, angustiada ante la idea de perder a uno de sus hijos en el enfrentamiento, ofreció su vida a los dioses para que no se enfrentaran. Durante la noche se desató una tormenta que duró hasta al día siguiente, en el que los ejércitos iban a enfrentarse. Los hijos reconocieron en la silueta de la montaña a su madre y, comprendiendo su sacrificio, se unieron para gobernar en paz.

#### Leyenda del Tuerto Pirón
El Tuerto de Pirón era un bandolero nacido en la localidad cercana de Santo Domingo de Pirón. Fernando Delgado Sanz, apodado el Tuerto de Pirón, robaba a los ricos, asaltaba iglesias y caminos, uno de los lugares donde tuvo más actividad fue Palazuelos de Eresma y en especial en la zona del despoblado de Gamones en su término municipal. Su historia se ha usado con fines turísticos por parte del ayuntamiento.